# Robbie Nichols
Robert B. Nichols (Cleveland, 17 novembre 1946 – 24 giugno 2011) è stato un giocatore di football americano statunitense che ha militato nel ruolo di linebacker nella National Football League (NFL).

## Carriera
Nichols al college giocò a football alla Tulsa University. Giocò per due stagioni come professionista con i Baltimore Colts: nella prima disputò tutte le 14 partite della stagione regolare, andando a vincere il Super Bowl V per 16-13 sui Dallas Cowboys. Nella seconda disputò 4 partite.

## Palmarès
- Super Bowl : 1

Baltimore Colts: V
- American Football Conference Championship: 1

Baltimore Colts: 1970